# Alexander Svanidze

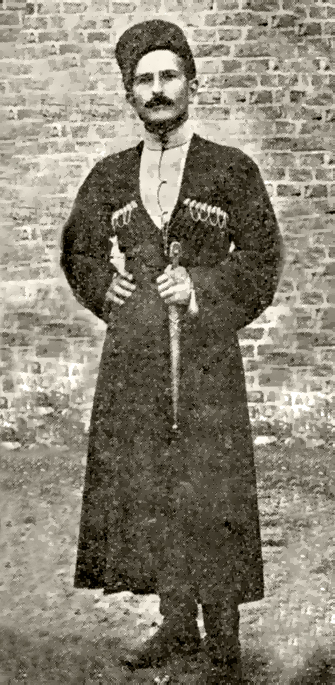
Alexander Svanidze in 1915

Alexander Semyonovich "Alyosha" Svanidze (Georgisch: ალექსანდრე სვანიძე, Alek’sandre Svanidze; Russisch: Александр Семёнович Сванидзе, Aleksandr Semyonovich Svanidze) (1886 – 20 Augustus, 1941) was een Georgische lid van de Old Bolshevik en een historicus. Hij was ook een goede vriend van Jozef Stalin en de broer van Stalins eerste vrouw Kato. Stalin liet hem ondanks zijn band met zijn eerste vrouw toch executeren tijdens de Grote Zuivering in 1937. Hij werd doodgeschoten in de gevangenis in 1941.
Hij werd geboren in een familie van adel in een klein dorpje, genaamd Baji in Westelijk Georgië, toen nog deel van het Russische rijk. Svanidze studeerde eerst in Tbilisi (Tiflis) en daarna in Jena, waar hij Duits, Engels en historisch onderzoek van oude beschavingen bestudeerde. Hij werd ook lid van de Russische Sociaaldemocratische Arbeiderspartij (RSDAP) in 1901. Hij vertrok uit onafhankelijk Georgië in 1919 om daarna te werken voor de Russische ministerie van buitenlandse zaken van 1920 tot 1921 om daarna te dienen onder de Georgische SSR en de Transkaukasische SFSR van 1921 tot 1922. In 1924 werd hij aangesteld als Sovjet – gazant in Duitsland om daarna plaatsvervangend voorzitter te worden van de Sovjet – Staatsbank. 
Tijdens die tijd, ging Svanidze door met zijn studies. Hij stichtte het Journaal van de Oudheid, studeerde ook nog Alarodiaanse talen en vertaalde het middeleeuwse Georgische gedicht ‘Shota Rustaveli’ in het Russisch.
Tijdens het hoogtepunt van de Grote Zuivering door Stalin, werd Alexander Svanidze gearresteerd in 1937. Hij weigerde toe te geven dat hij een Duitse spion was, in ruil voor zijn leven. Stalin zou hebben gezegd dat Svanidze te trots was. In 1941 werden Svanidze, zijn vrouw Marie en zijn zus Mariko geëxecuteerd in de gevangenis terwijl de Duitsers naderden. 